# 桑瓦卢瓦
桑瓦卢瓦（法語：Sans-Vallois，法語發音：[sɑ̃ valwa] ⓘ）是法国大東部大區孚日省的一个市镇，属于埃皮纳勒区。

## 地理
桑瓦卢瓦（48°9'37"N, 6°6'23"E）面积4.43 平方千米，位于法国大東部大區孚日省，该省份为法国东北部内陆省份，北起默兹省和默尔特-摩泽尔省，西接上马恩省，南至上索恩省和贝尔福地区省，东临上莱茵省和下莱茵省。
与桑瓦卢瓦接壤的市镇（或旧市镇、城区）包括：栋巴勒德旺达尔内、多马坦莱瓦卢瓦、热松维尔、瓦尔弗鲁瓦库尔、莱瓦卢瓦。
桑瓦卢瓦的时区为UTC+01:00、UTC+02:00（夏令时）。

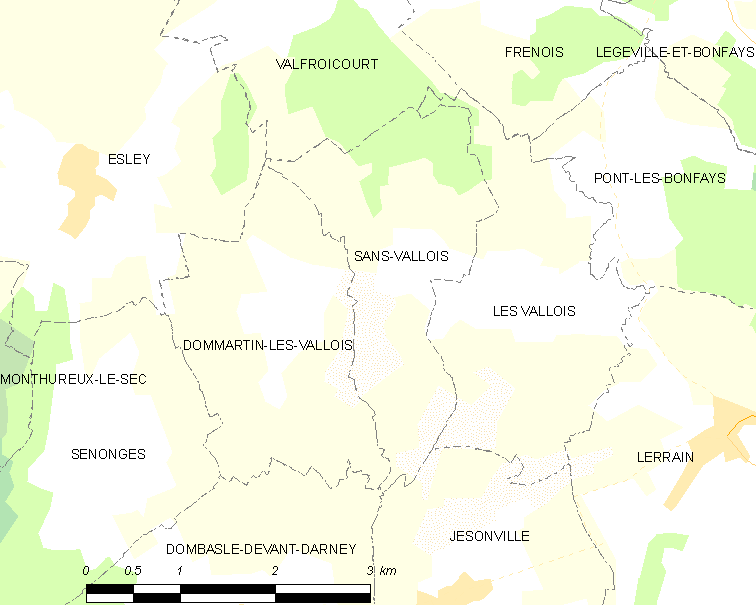
桑瓦卢瓦的OSM定位图

## 行政
桑瓦卢瓦的邮政编码为88260，INSEE市镇编码为88441。

## 政治
桑瓦卢瓦所属的省级选区为达尔内县。

## 人口

1962-2008年间桑瓦卢瓦人口变化图示

桑瓦卢瓦于2022年1月1日时的人口数量为129人。